# Cabina de flujo laminar

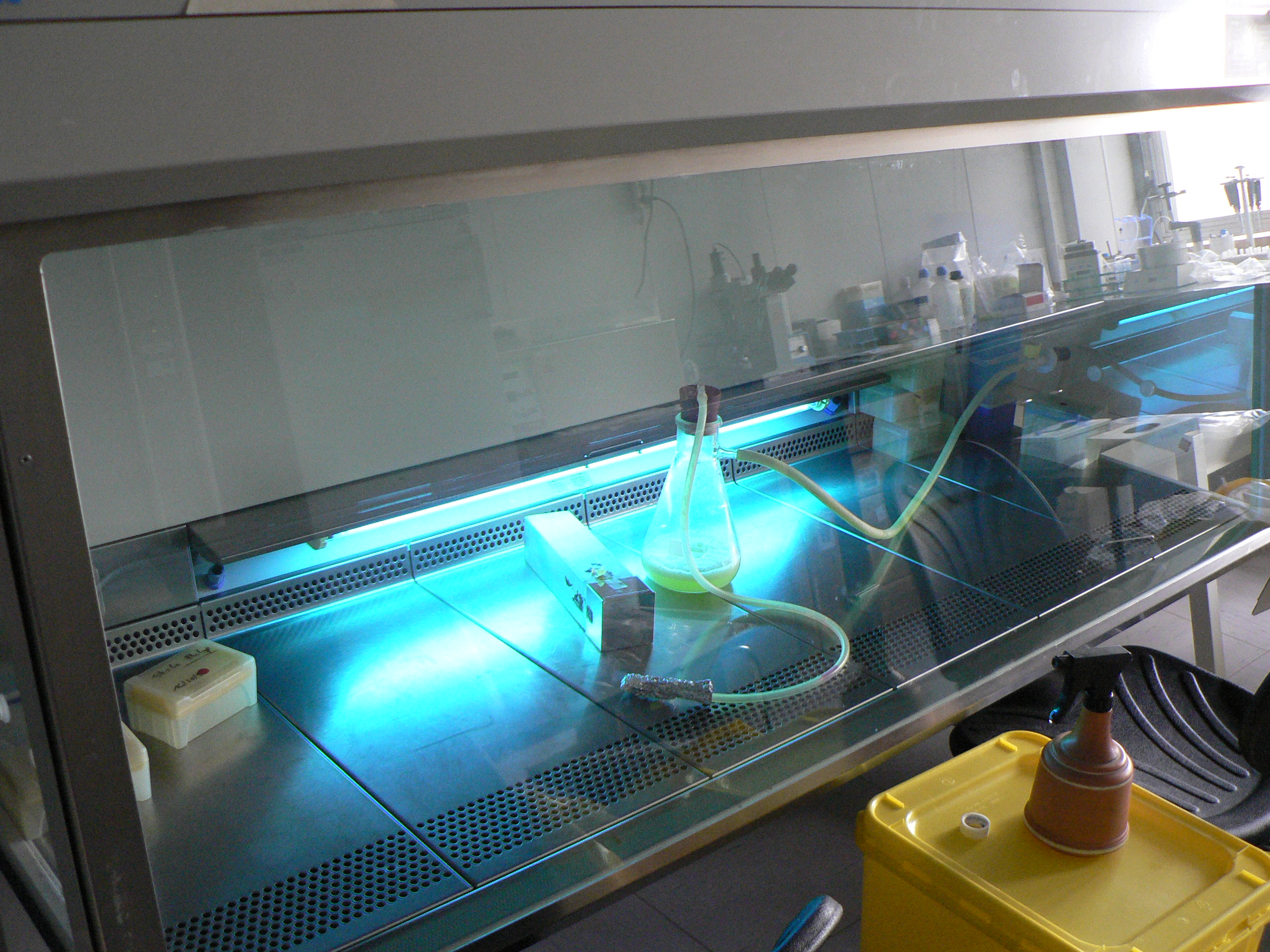
Cabina de flujo laminar, para eliminación de partículas en el aire, especialmente de posibles contaminantes (bacterias, levaduras, etc.).

Una cabina de flujo laminar, cámara de flujo laminar o campana de flujo laminar es un recinto que emplea un ventilador para forzar el paso de aire a través de un filtro HEPA o ULPA y proporcionar aire limpio a la zona de trabajo libre de partículas de hasta 0.1 micras. Este tipo de equipos se fabrican en forma generalmente prismática con una única cara libre (la frontal) que da acceso al interior, donde se localiza la superficie de trabajo, que normalmente permanece limpia y estéril.

## Características y uso
Dentro de estas cabinas o campanas se trabaja con obleas de semiconductor, cultivos celulares o cualquier otro sistema que deba mantenerse limpio y deba evitarse la contaminación con partículas minúsculas. Estas cabinas están diseñadas para proporcionar un aire limpio y constante a una velocidad de paso de aire de 0,3 a 0,5 metros por segundo para así barrer la superficie de la zona de trabajo y evitar la suspensión de partículas así como una posible contaminación de las muestras. El aire es inyectado a la zona de trabajo a través de un filtro HEPA o ULPA e insuflado en forma de un flujo laminar o flujo unidireccional, muy suave, hacia el usuario. La superficie de trabajo de la cabina se construye generalmente de acero inoxidable grado 304 o superior para facilitar su limpieza y aumentar su durabilidad por el uso, con acabados sanitarios, sin espacios o juntas donde las esporas pueden llegar a acumularse.

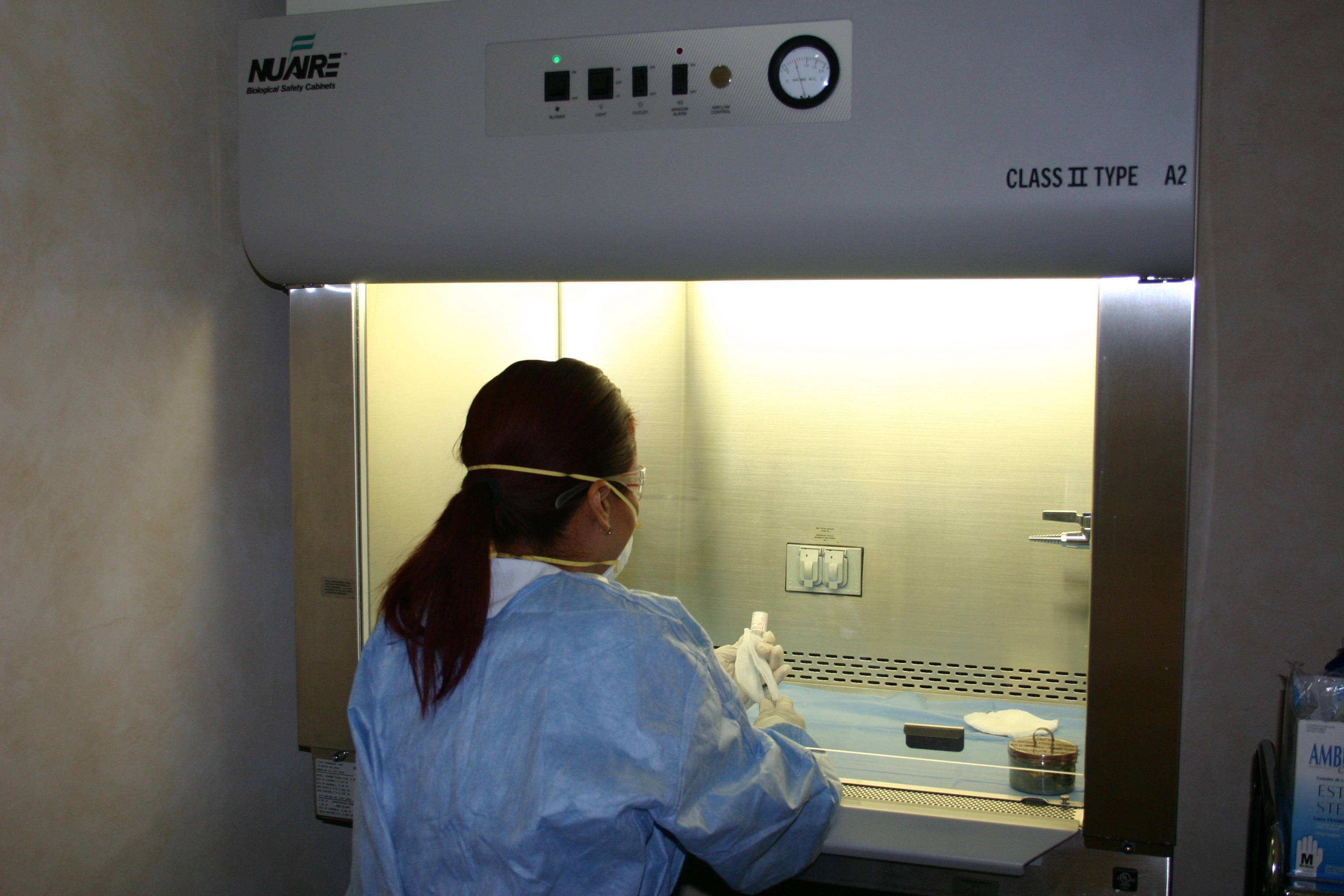
Enfermera preparando una mezcla de compuestos en la cabina de flujo laminar

Las cabinas de este tipo existen tanto en configuración vertical como en horizontal, según que la posición del filtro esté en la parte superior o en la parte trasera de la zona de trabajo sin embargo el flujo de aire siempre va hacia el operador por lo cual estos equipos ofrecen protección únicamente a la muestra que se maneja en su interior, pero nunca al operador. La norma reguladora que establece el estándar comúnmente aceptado para estas cabinas es la norma IEST-RP-CC002.3 aunque también se emplea la norma NSF/ANSI-49.
Las campanas de flujo laminar pueden tener una lámpara de rayos ultravioleta-C con acción germicida para esterilizar el recinto y su contenido, cuando no se utiliza. Es importante apagar la lámpara durante la utilización de la cabina, ya que rápidamente se producirían quemaduras de sol en la piel expuesta, y también puede causar cataratas oculares.